# Estación de Moorgate
La estación de Moorgate es una estación de ferrocarril y de metro situada en el área de Moorgate, en la City de Londres, Londres, Reino Unido. Los servicios ferroviarios principales para Hertford, Welwyn Garden City y Letchworth los opera Great Northern, mientras que la estación de metro está servida por las líneas Circle, Hammersmith & City, Metropolitan y Northern.
La estación fue inaugurada con el nombre de Moorgate Street en 1865 por el Metropolitan Railway. En 1900, el City & South London Railway añadió la estación a su red y el Great Northern & City Railway comenzó a dar servicio a la estación en 1904. En 1975, los andenes de la Northern City Line fueron el escenario de un accidente en el que murieron 43 personas, el peor accidente en tiempos de paz de la historia del metro de Londres. Los servicios del ramal de Thameslink se eliminaron a principios del siglo XXI y las mejoras de las obras del Crossrail harán que Moorgate se conecte con la estación de Liverpool Street.